# Ћипровски устанак
Ћипровски устанак (буг. Чипровско въстание) је из времена великог турског рата инспирисан Аустријанцима. Католички Бугари из Ћипроваца и региона, који су у 17. веку усвојили католичанство као резултат католичке пропаганде у бугарским земљама, подижу на побуну. Они су раније били павлићани који су усвојили католицизам на илирском језику, кроз свој утицај на српске земље, а посебно у Дубровник.
Побуну је потиснула војска Имрих Токоли и ти Бугари први су населили Војводину пред другима који су дошли током велике сеобе Срба.
Устанак се поклопио са падом Београда под Аустријанце.